# عروسک داروما
عروسک داروما عروسکی ژاپنی است که در واقع طلسم خوش شانسی در ژاپن محسوب می‌شود و از قرن هجدهم میلادی به صورت دست‌ساز در ژاپن ساخته می‌شود. خاستگاه داروما معابد بوداییان و پیروان فرقه ذن می‌باشد و به عنوان نمادی از مقاومت و تلاش در راه رسیدن به هدف به‌شمار می‌رود. این شی، گرد و توخالی است و طوری ساخته می‌شود تا همواره در حالت ایستاده قرار بگیرد.

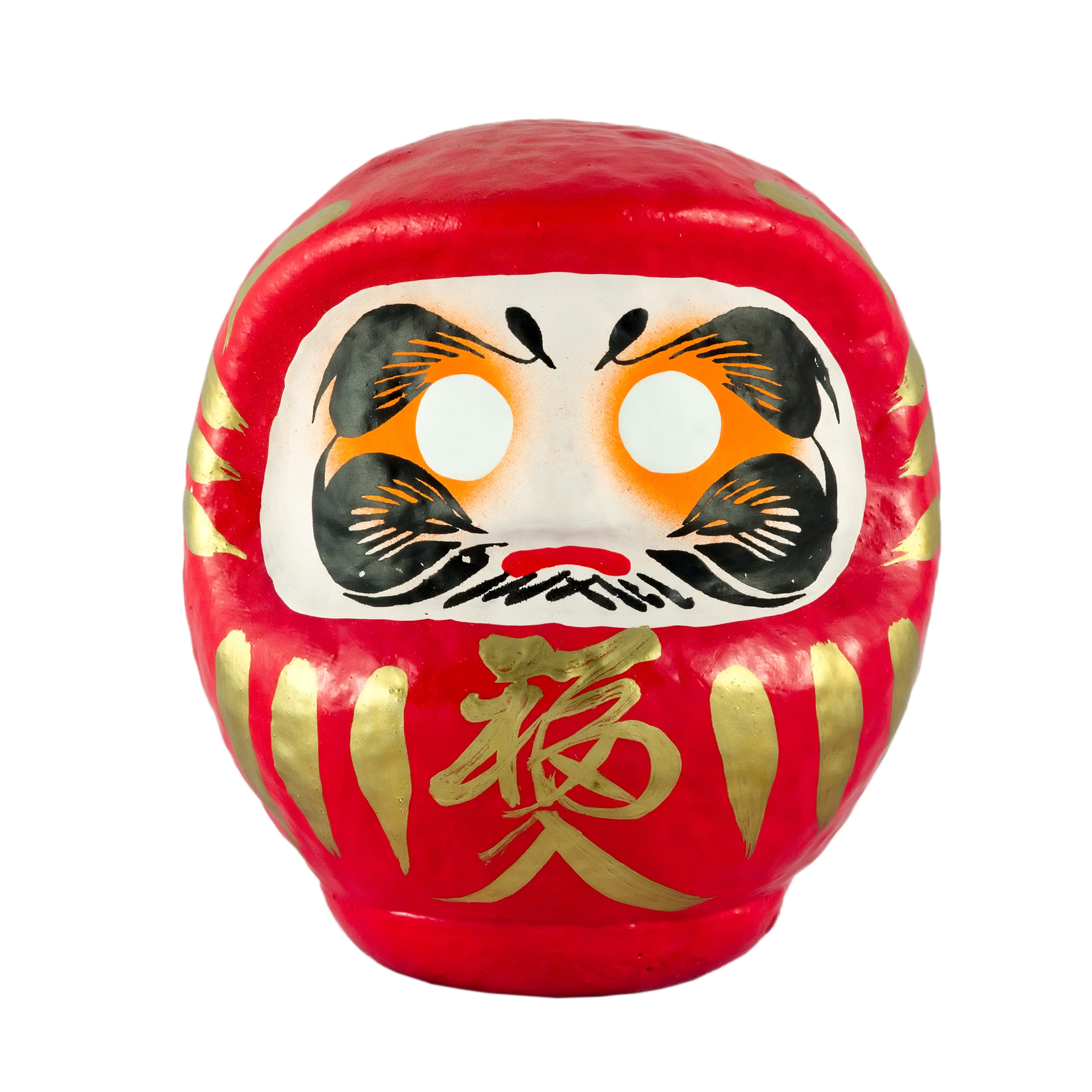
عروسک داروما

## المپیک ۲۰۲۰ توکیو
تیم‌های ملی والیبال ایران، کانادا و ونزوئلا آخرین تیم‌هایی بودند که توانستند جواز حضور در بازی‌های المپیک ۲۰۲۰ توکیو را دریافت کنند. این جواز یک عروسک داروما بود که به عنوان نماد بازی‌های المپیک ۲۰۲۰ انتخاب شده‌است. در واقع تیم‌هایی که سهمیه المپیک را کسب کرده‌اند یک عروسک خاص توسط ژاپنی‌ها هدیه خواهند گرفت که باید آن را در المپیک همراه خود داشته باشند.

## انواع داروما
ژاپنی‌ها بسته به نوع هدفی که دارند یکی از ۶ رنگ اصلی داروما را انتخاب می‌کنند که عبارتند از:
1. رنگ قرمز به منظور خوش‌اقبالی
2. رنگ بنفش به منظور دستیابی به سلامتی
3. رنگ زرد به منظور رسیدن به امنیت
4. رنگ طلایی به منظور افزایش ثروت
5. رنگ سفید به منظور اهداف عشقی
6. رنگ سیاه به منظور موفقیت در کار

## مراسم داروما سوزی
شهر تاکازاکی در ژاپن زادگاه داروما محسوب می‌شود و هرساله شاهد برگزاری جشنواره ای به نام «داروما کایو» می‌باشد. این مراسم، یک روز پس از سال نو برگزار می‌گردد. مردم دارومای خود را به معابد می‌برند و آن را به صورت نمادین می‌سوزانند. تعداد شرکت کنندگان در این مراسم بیش از ۴۰۰٬۰۰۰ نفر اعلام شده‌است که به آنجا می‌روند و دارومای خوش شانسی خود را می‌سوزانند و سپس دارومای جدیدی می‌خرند. شهر تاکازاکی علاوه بر این که زادگاه داروما می‌باشد، حدود ۸۰٪ عروسک‌های خوش شانسی جهان یعنی داروما را می‌سازد.